# Валентій Дембінський
Валенти́ Дембі́нський (пол. Walenty Dembiński; ?—16 жовтня 1585) — державний діяч Корони Польської та Речі Посполитої. Представник шляхетського роду Дембінських гербу Равич. Великий канцлер коронний (1564–1576), сенатор. Великий підскарбій коронний (1561–1564), великий референадарій коронний (1544–1561). Краківський бургграф (з 1546). Каштелян краківський (1576–1585), бецький (з 1549) і сончівський (з 1555). Староста хенчінський, чорштинський, любомельський, вартський. Учасник війни кокоша 1537 року. Один із підписантів акту Люблінської унії.